# Tandra Quinn
Pour les articles homonymes, voir Quinn.
Tandra Quinn, également créditée sous le nom de Jeanette Quinn, (née le 27 mars 1931 à Los Angeles et morte le 21 septembre 2016 à Panama City Beach, dans le comté de Bay, en Floride) est une actrice de cinéma hollywoodienne et un mannequin pin-up principalement active dans les années 1950.

## Filmographie partielle
- 1945 : Week-End at the Waldorf : une écolière (non créditée)
- 1953 : Filles dans la nuit (Girls in the Night) de Jack Arnold : Rose, une candidate à la compétition de beauté (non créditée)
- 1953 : Problem Girls : Judith
- 1953 : Mesa of Lost Women : Tarantella
- 1953 : the Neanderthal Man : Celia